# Otruba (sielsowiet popowo-leżaczański)
Otruba (ros. Отруба) – chutor w zachodniej Rosji, w sielsowiecie popowo-leżaczańskim rejonu głuszkowskiego w obwodzie kurskim.

## Geografia
Miejscowość położona jest nad rzeką Sejm, 4 km od centrum administracyjnego sielsowietu popowo-leżaczańskiego (Popowo-Leżaczi), 23 km od centrum administracyjnego rejonu (Głuszkowo), 138 km od Kurska.
W granicach miejscowości znajduje się 20 posesji.

## Demografia
W 2010 r. miejscowość zamieszkiwała 1 osoba.